# Junonia michaelisi
Junonia michaelisi är en fjärilsart som beskrevs av Hans Fruhstorfer. Junonia michaelisi ingår i släktet Junonia och familjen praktfjärilar. Inga underarter finns listade i Catalogue of Life.